# A Dominikai Köztársaság hadereje
A Dominikai Köztársaság hadereje a szárazföldi erőkből, a légierőből és a haditengerészetből áll.

## Fegyveres erők létszáma
- Aktív: 24 500 fő

## Szárazföldi erők
Létszám
- 15000 fő

Állomány
- 4 gyalog dandár
- 1 páncélos zászlóalj
- 1 kisegítő zászlóalj
- 1 önálló tüzér osztály
- 1 műszaki zászlóalj

Felszerelés
- 24 db közepes harckocsi
- 8 db felderítő harcjármű
- 20 db páncélozott szállító jármű
- 22 db vontatásos tüzérségi löveg

## Légierő
Létszám
5500 fő
Felszerelés
- 16 db harci repülőgép
- 6 db szállító repülőgép
- 12 db helikopter

## Haditengerészet
Létszám
4000 fő
Hadihajók
- 16 db járőrhajó